# TOW (バンド)
TOW（とう）は、日本のアコースティック・バンド。

## 概要
ボーカリストのヌエと、ギターリストのカイからなるアコースティック・バンド。
和を感じさせるメロディとオルナタティブロックや民族音楽のテイストが融和したオリエンタルな音楽を特徴とする。
衣装は和服を着崩したスタイルで、ライブパフォーマンスは「世界観、という言葉で説明されることが多い」。
本人らも公言している通りゲーム好きで、 ゲームプロデューサーの渋谷啓も「ゲームという文化を深く愛している」とコメントしている。
Youtubeではゲーム実況チャンネルも持ち、親交のあるアーティストと共にゲーム実況を配信している。

## メンバー
ヌエ（ボーカル）
AKGのマイク D5 と、Rolandの電子アコーディオン V-Accordion FR-1xb を愛用。
伝統音楽からインスピレーションを得たボーカルを特徴としている。猫好き。
カイ（アコースティックギター）
主な使用機材は、Fenderのアコースティック・ギター「GA-45 SCE」。エフェクター類は使わず、Kyserのショート・カポタストや、楽器本体を叩くなどのテクニックを駆使し、繊細で表情豊かな演奏を得意とする。
主なサポートメンバー
- 宍倉充 - ベース　（所属：LARK（バンド）、断絶交流（バンド））

- ナカノユウジ - ベース　（所属：Green Note（バンド）、propithecus（バンド）など）

- 前田"まえＰ"英生 - ドラム、パーカッション　（所属：あきよしふみえがボーカルを務めるロッカフラグース（バンド）など）

- 吉岡寿之 - ピアノ　（所属：propithecus（バンド）など）

## 来歴
結成以後は東京都内のライブハウスを中心に活動し、国内外のアーティストと共演をしていた。（その中で「すみれの空」ディレクターのMichael Elyとも知り合っている。）
2018年、エマージェンザ・ミュージック・フェスティバル日本決勝にてBest Vocalist賞、Eggman特別賞、Bazooka Studioレコーディング賞 受賞。
EP「郷ノ月」発売。
2019年、三武直人 脚本・監督の短編映画『Pray』（2019年） 楽曲提供。
2020年、ミュージックビデオ「嘘憑」公開。
2021年、株式会社GameTomo開発のアドベンチャーゲーム「すみれの空」（Steam、Nintendo Switch、iOS ほか対応）のサウンドトラックおよび主題歌を担当。
ミュージックビデオ「すみれの空」公開。
2022年、「嘘憑」、「すみれの空 オリジナル・サウンドトラック」配信開始。
2023年、ゲーム「グレイシャード（英題：Glaciered）」のサウンドトラックを担当することが発表された。

## ディスコグラフィ

### EP
- 1st 2018年12月01日 「郷ノ月」

### サウンドトラック
- すみれの空 オリジナル・サウンドトラック（2021年5月27日発売）[7]